# Laódice (esposa de Mitrídates VI do Ponto)
Laódice foi uma irmã e esposa de Mitrídates VI do Ponto.
Mitrídates VI do Ponto teve duas irmãs de nome Laódice, uma delas foi sua esposa, teve um filho dele em sua ausência, e tentou envenená-lo. A outra Laódice, irmã de Mitrídates, foi casada com Ariarates IV, rei da Capadócia.